# Anton Filtz
Anton Filtz també Anton Fils, Johann Anton Fils, Johann Anton Filtz (Eichstätt, Baviera, 22 de setembre de 1733 - Mannheim, 14 de març de 1760) fou un músic (violoncel·lista) i compositor alemany.
Adquirí gran celebritat com a concertista de violoncel i com a compositor. Alguns musicòlegs el consideren com una de les més eminents figures de l'escola de simfonistes de Mannheim, on a més tingué un seguit d'alumnes, i entre ells a Carlo Giuseppe Toeschi. Una col·lecció de les seves simfonies, unides a diverses de Stamitz, fou publicada a París poc temps després de la mort d'aquest autor i una altra a La Haia.
El nombre total de simfonies compostes per Filtz fou de 39. En la Biblioteca Nacional de Berlín es conserven moltes obres manuscrites d'aquest compositor, com una Missa a 4 veus acompanyades d'orquestra.